# 大使館の食卓
『大使館の食卓』（たいしかんのしょくたく）は、BSフジで2006年12月8日から2011年9月18日まで放送されていた料理・情報番組。全120回。隔週で新作放送。データ放送。
レギュラー放送終了後も、不定期で特別番組を放送している。

## 概要
日本にある各国の大使館。そこで食べられている料理を紹介。食を通じて文化や風習を知る新感覚の料理番組。
番組内容
各国の駐日大使館にフジテレビアナウンサーが訪れ、一般に馴染みが薄い大使館・公邸を大使館関係者に案内してもらう。続いて、大使館・公邸内の厨房で大使夫人や公邸シェフが自国の家庭料理を作る様子が調理方法をまじえて紹介される。大使の家族や友人らとの会食では、メニューの料理についてや食文化のほか、大使一家のパーソナルな事柄なども伺う。スポンサーは旭化成、創価学会など。
データ放送
番組で取り上げた料理の詳しいレシピを紹介。

## 放送日時
隔週で新作放送（曜日ごとに翌週は再放送）。左から順に初回放送、リピート放送。
変遷
- 2006年12月 - 2008年3月24日

金曜日 20:00 - 20:55 / 日曜日 16:00 - 16:55 / 月曜日 10:00 - 10:55
- 2008年3月28日 - 10月4日

金曜日 20:00 - 20:55 / 日曜日 16:00 - 16:55
- 2008年10月10日 - 2009年3月28日

金曜日 20:00 - 20:55 / 土曜日 17:00 - 17:55
- 2009年4月5日 - 7月1日

日曜日 21:00 - 21:55 / 火曜日 18:00 - 18:55 / 水曜日 10:00 - 10:55
- 2009年7月5日 - 2010年7月7日

日曜日 21:00 - 21:55 / 水曜日 10:00 - 10:55
- 2010年7月14日 - 2011年9月18日

日曜日 21:00 - 21:55 / 水曜日 12:00 - 12:55

## 出演者
ナビゲーター（フジテレビアナウンサー）
- 益田由美
- 川端健嗣
- 木幡美子

ナレーター
- 槇大輔

ゲスト
- 宮坂絵美里、板井麻衣子（#87/2010年5月30日）
- 秋山エリサ、友石竜也（#102/2011年1月9日）

## テーマ曲
エンディング曲
- SLUG&SALT 「月光」（2010年10月 - 2011年9月）
- The Nature Sound Orchestra 「Our Song」（2008年 - ）

## スタッフ
- 構成：岩瀬理恵子、石田健祐
- 技術協力：The TUBE、池田屋
- ディレクター：斉藤詠美、塚田智之、浅川真澄
- チーフディレクター：冨山歩
- アシスタントプロデューサー：内田美由紀
- プロデューサー：守谷徹（BSフジ）、梁取正彦（Call）
- 制作：Call
- 製作著作：BSフジ

## 特別番組
- 『大使館の食卓 スペシャル』
  - 放送日時：2012年1月14日（土）19:00-20:55 / BSフジ
  - 出演：益田由美、川端健嗣
  - 放送内容：前半は益田アナがスウェーデンを訪れ、前駐日スウェーデン王国大使とともに本場の料理や観光スポットを紹介する。後半は川端アナが長崎を訪問。駐日オランダ王国大使夫妻の案内のもと、江戸時代の商館長・カピタンの住居などを訪問。当時の彼らが食べていたという正月料理を再現してもらう。

- 『大使館の食卓 スペシャルⅡ』
  - 放送日時：2012年6月23日（土）19:00-20:55 / BSフジ
  - 出演：益田由美、川端健嗣
  - 放送内容：益田・川端アナウンサーがアイルランドとイタリアの駐日大使館・公邸を訪問し、古代ヨーロッパの食の歴史を紹介する。益田アナが伺ったアイルランド大使館ではケルト文明の歴史をひも解きながら伝統の味、魚介料理やアイルランドならではのギネスビールを使った料理を紹介。さらに大使の案内で、日本とアイルランドの交流のきっかけを作った人物、小泉八雲ゆかりの地、島根県の松江を訪問。今も残る八雲の足跡を巡る。イタリア大使から会食の誘いを受けた川端アナは大使館を訪れ、古代ローマ時代の料理を頂きながらイタリアワインの歴史を教わる。

- 『大使館の食卓 スペシャルⅢ〜各国有名シェフ来日特集 本場の味とレシピ教えます〜』
  - 放送日時：2013年2月23日（土）19:00-20:55 / BSフジ
  - 出演：益田由美、川端健嗣 / ジョアオ・パオロ・デ・オリベイラ（会食に参加）、別所哲也（VTR出演）ほか
  - 放送内容：今回はブラジルとオーストリアを特集。前半は「ブラジリアン・ガストロノミック・フェスティバル」の模様を伝えたあと、益田アナが駐日ブラジル大使公邸で、大使らとともに母国の人気シェフ、アナ・ルイーザ・トラジャーノ氏の手料理をいただく。続いて川端アナがオーストリア大使館で、ホテル・ザッハーのシェフパティシエ、アルフレッド・ブックスバウム氏が作る「カイザーシュマーレン」をいただく。後半は、2012年10月に開催された「ノルディック・スターシェフ・イン・ジャパン」の模様を伝える。北欧5カ国のトップシェフと日本人シェフとのコラボ料理を紹介したあと、フィンランド大使館にてソーラークッキングの第一人者、アンット・メラスニエミ氏による「サーモンスープ」と「プッティパンヌ」のレシピ紹介がされた。

- 『大使館の食卓 スペシャルⅣ 英国特集〜英国 伝統と革新を巡る食の旅〜』
  - 放送日時：2013年7月20日（土）19:00-20:55 / BSフジ
  - 出演：益田由美 / 林望 ほか
  - 放送内容：日英交流400周年を記念してイギリスを特集。

## 書籍
- 『大使館の食卓 おうちで簡単レシピ集』（2011年9月3日、「おとなのデジタルTVナビ」編集部）　ISBN 9784819111409
  - 発行：産経新聞出版、発売：日本工業新聞社
  - 内容：番組で取り上げた料理、全48ヵ国159種を紹介するレシピ集。